# Mary Jane Girls
Les Mary Jane Girls sont un groupe de RnB, soul et funk américain. Basé à Los Angeles, il est composé de Joanne « Jojo » McDuffie, Candice « Candi » Ghant, Kim « Maxi » Wuletich, Ann « Cheri » Bailey et Yvette « Corvette » Marine. Le groupe a été créé et produit par Rick James et a connu beaucoup de succès dans les années 1980, notamment avec des titres comme In My House (1985) ou encore All Night Long (1983).